# هارولد بوداین
هارولد بوداین (انگلیسی: Harold Beaudine؛ ۲۹ نوامبر ۱۸۹۴ – ۹ مهٔ ۱۹۴۹) کارگردان فیلم‌های صامت اولیه هالیوود، و اهل ایالات متحده آمریکا بود. ویلیام بوداین برادر او بود. او بیش‌از ۷۰ فیلم را کارگردانی کرد که بسیاری از آنها فیلم کوتاه بودند. بوداین در نیویورک متولد شد و در لس آنجلس، کالیفرنیا درگذشت. او به خاطر کمدی‌های اکشن‌اش شناخته می‌شود. به نظر می‌رسد که حرفه او با توسعه «فیلم ناطق» و پایان دوره صامت کاهش یافته‌است.

## فیلم‌شناسی
| سال  | فیلم                     | نقش | کارگردان      | توضیح      |
| ---- | ------------------------ | --- | ------------- | ---------- |
| ۱۹۲۰ | Hey, Rube!               |     | هارولد بوداین | فیلم کوتاه |
| ۱۹۲۱ | One Stormy Knight        |     | هارولد بوداین | فیلم کوتاه |
| ۱۹۲۱ | Take Your Time           |     | هارولد بوداین | فیلم کوتاه |
| ۱۹۲۱ | Three Jokers             |     | هارولد بوداین | فیلم کوتاه |
| ۱۹۲۱ | Rocking the Boat         |     | هارولد بوداین | فیلم کوتاه |
| ۱۹۲۲ | 'Tis the Bull            |     | هارولد بوداین | فیلم کوتاه |
| ۱۹۲۲ | A Hickory Hick           |     | هارولد بوداین | فیلم کوتاه |
| ۱۹۲۲ | Hokus Pokus              |     | هارولد بوداین | فیلم کوتاه |
| ۱۹۲۲ | In Dutch                 |     | هارولد بوداین | فیلم کوتاه |
| ۱۹۲۲ | Second Childhood         |     | هارولد بوداین | فیلم کوتاه |
| ۱۹۲۲ | Mile-a-Minute Mary       |     | هارولد بوداین | فیلم کوتاه |
| ۱۹۲۳ | Navy Blues               |     | هارولد بوداین | فیلم کوتاه |
| ۱۹۲۳ | Aggravatin' Papa         |     | هارولد بوداین | فیلم کوتاه |
| ۱۹۲۳ | Black and Blue           |     | هارولد بوداین | فیلم کوتاه |
| ۱۹۲۳ | Fool Proof               |     | هارولد بوداین | فیلم کوتاه |
| ۱۹۲۳ | Hot Water                |     | هارولد بوداین | فیلم کوتاه |
| ۱۹۲۳ | Plumb Crazy              |     | هارولد بوداین | فیلم کوتاه |
| ۱۹۲۴ | Nerve Tonic              |     | هارولد بوداین | فیلم کوتاه |
| ۱۹۲۴ | Safe and Sane            |     | هارولد بوداین | فیلم کوتاه |
| ۱۹۲۴ | French Pastry            |     | هارولد بوداین | فیلم کوتاه |
| ۱۹۲۴ | Easy Pickin's            |     | هارولد بوداین | فیلم کوتاه |
| ۱۹۲۴ | Why Hurry?               |     | هارولد بوداین | فیلم کوتاه |
| ۱۹۲۵ | For Sadie's Sake         |     | هارولد بوداین | فیلم کوتاه |
| ۱۹۲۵ | Air Tight                |     | هارولد بوداین | فیلم کوتاه |
| ۱۹۲۵ | Slippery Feet            |     | هارولد بوداین | فیلم کوتاه |
| ۱۹۲۵ | Be Careful               |     | هارولد بوداین | فیلم کوتاه |
| ۱۹۲۵ | Great Guns               |     | هارولد بوداین | فیلم کوتاه |
| ۱۹۲۵ | Sit Tight                |     | هارولد بوداین | فیلم کوتاه |
| ۱۹۲۵ | Step Fast                |     | هارولد بوداین | فیلم کوتاه |
| ۱۹۲۶ | Dodging Trouble          |     | هارولد بوداین | فیلم کوتاه |
| ۱۹۲۶ | Broken China             |     | هارولد بوداین | فیلم کوتاه |
| ۱۹۲۶ | Beauty à la Mud          |     | هارولد بوداین | فیلم کوتاه |
| ۱۹۲۶ | Mister Wife              |     | هارولد بوداین | فیلم کوتاه |
| ۱۹۲۶ | Dancing Daddy            |     | هارولد بوداین | فیلم کوتاه |
| ۱۹۲۶ | Wild and Woozy           |     | هارولد بوداین | فیلم کوتاه |
| ۱۹۲۶ | Dummy Love               |     | هارولد بوداین | فیلم کوتاه |
| ۱۹۲۶ | Fresh Faces              |     | هارولد بوداین | فیلم کوتاه |
| ۱۹۲۶ | Hoot Mon!                |     | هارولد بوداین | فیلم کوتاه |
| ۱۹۲۷ | Break Away               |     | هارولد بوداین | فیلم کوتاه |
| ۱۹۲۷ | Splash Yourself          |     | هارولد بوداین | فیلم کوتاه |
| ۱۹۲۷ | Crazy to Fly             |     | هارولد بوداین | فیلم کوتاه |
| ۱۹۲۷ | Dead Easy                |     | هارولد بوداین | فیلم کوتاه |
| ۱۹۲۷ | Holy Mackerel            |     | هارولد بوداین | فیلم کوتاه |
| ۱۹۲۷ | Queer Ducks              |     | هارولد بوداین | فیلم کوتاه |
| ۱۹۲۷ | Short Socks              |     | هارولد بوداین | فیلم کوتاه |
| ۱۹۲۷ | No Sparking              |     | هارولد بوداین | فیلم کوتاه |
| ۱۹۲۷ | Oh, Mummy!               |     | هارولد بوداین | فیلم کوتاه |
| ۱۹۲۸ | Goofy Ghosts             |     | هارولد بوداین | فیلم کوتاه |
| ۱۹۲۸ | Skating Home             |     | هارولد بوداین | فیلم کوتاه |
| ۱۹۲۸ | The Sock Exchange        |     | هارولد بوداین | فیلم کوتاه |
| ۱۹۲۸ | Baby Talks               |     | هارولد بوداین | فیلم کوتاه |
| ۱۹۲۸ | Believe It or Not        |     | هارولد بوداین | فیلم کوتاه |
| ۱۹۲۸ | Just the Type            |     | هارولد بوداین | فیلم کوتاه |
| ۱۹۲۸ | Loose Change             |     | هارولد بوداین | فیلم کوتاه |
| ۱۹۲۸ | Slippery Heels           |     | هارولد بوداین | فیلم کوتاه |
| ۱۹۲۹ | Brother for Sale         |     | هارولد بوداین | فیلم کوتاه |
| ۱۹۲۹ | No Boy Wanted            |     | هارولد بوداین | فیلم کوتاه |
| ۱۹۳۰ | His Bachelor Daddies     |     | هارولد بوداین | فیلم کوتاه |
| ۱۹۳۰ | Grounds for Murder       |     | هارولد بوداین | فیلم کوتاه |
| ۱۹۳۰ | Seeing Things            |     | هارولد بوداین | فیلم کوتاه |
| ۱۹۳۰ | For Art's Sake           |     | هارولد بوداین | فیلم کوتاه |
| ۱۹۳۰ | Barefoot Days            |     | هارولد بوداین | فیلم کوتاه |
| ۱۹۳۰ | Mush Again               |     | هارولد بوداین | فیلم کوتاه |
| ۱۹۳۰ | A Happy Little Honeymoon |     | هارولد بوداین | فیلم کوتاه |
| ۱۹۳۰ | Neighbors                |     | هارولد بوداین | فیلم کوتاه |
| ۱۹۳۰ | His Public               |     | هارولد بوداین | فیلم کوتاه |
| ۱۹۳۰ | Seeing Off Service       |     | هارولد بوداین | فیلم کوتاه |
| ۱۹۳۰ | Stepping Out             |     | هارولد بوداین | فیلم کوتاه |
| ۱۹۳۱ | A College Racket         |     | هارولد بوداین | فیلم کوتاه |